# براداراتس (آلکسیناتس)
براداراتس (به صربی: Bradarac) یک منطقهٔ مسکونی در صربستان است که در الکسیناتس واقع شده‌است. براداراتس ۳۳۴ نفر جمعیت دارد.